# Arnett (Oklahoma)
Arnett település az Amerikai Egyesült Államok Oklahoma államában, Ellis megyében, melynek megyeszékhelye is. Lakosainak száma 495 fő (2020. április 1.).

## Népesség
A település népességének változása:
| Lakosok száma | 520  | 524  | 495  |
|               | 2000 | 2010 | 2020 |